# Södra Blecksbergets naturreservat
Södra Blecksbergets naturreservat är ett naturreservat i Mora kommun i Dalarnas län.
Området är naturskyddat sedan 2022 och är 34 hektar stort. Reservatet ligger norr om Våmhus vid foten av Södra Blecksberget och består av gammal grandominerad skog.